# Zoegea
Zoegea L., 1767 è un genere di piante angiosperme dicotiledoni della famiglia delle Asteraceae.

## Descrizione
Le specie di questo genere sono piante erbacee annuali, prive di spine e scabre.
Le foglie lungo il caule sono disposte in modo alterno, hanno una lamina intera o pennatosetta. La forma può essere da lineare a oblunga.
Le infiorescenze si compongono di capolini eterogami solitari. I capolini sono formati da un involucro a forma da cilindrica a ovoidale composto da brattee (o squame) all'interno del quale un ricettacolo fa da base ai fiori tutti tubulosi. Le brattee dell'involucro, disposte su più serie in modo embricato e macchiate di porpora, sono di vario tipo: quelle esterne e mediane sono lungamente palmate con appendici fimbriate; quelle più interne sono scariose con appendici lanceolate. Il ricettacolo normalmente è sericeo.
I fiori sono tutti del tipo tubuloso. I fiori sono tetra-ciclici (ossia sono presenti 4 verticilli: calice – corolla – androceo – gineceo) e pentameri (ogni verticillo ha 5 elementi). I fiori in genere sono ermafroditi e actinomorfi. I fiori esterni eccedenti il capolino in genere sono sterili.
- Formula fiorale:

- /x K {\displaystyle \infty }, [C (5), A (5)], G 2 (infero), achenio

- Calice: i sepali del calice sono ridotti ad una coroncina di squame.
- Corolla: la corolla in genere è colorata di arancio-giallo, rosa-porpora o bianco. Il tubo è breve.
- Androceo: gli stami sono 5 con filamenti liberi, glabri e papillosi, mentre le antere sono saldate in un manicotto (o tubo) circondante lo stilo.[9]
- Gineceo: lo stilo è filiforme; gli stigmi dello stilo sono due divergenti. L'ovario è infero uniloculare formato da 2 carpelli.

Il frutto è un achenio con pappo. Gli acheni, sericei, con forme obovoidi fortemente compresse e solcati sia trasversalmente che concentricalmente, sono glabri o raramente pelosi. Il pericarpo dell'achenio è sclerificato; alla sommità l'achenio è provvisto di una piastra dritta. Il pappo (deciduo o persistente) è inserito in un anello parenchimatico sulla piastra apicale e in genere è formato da due anelli di setole: in quello esterno le setole sono lunghe, scabre e disposte su più righe; in quello più interno sono presenti delle corte scaglie lacerate all'apice.

## Biologia
- Impollinazione: l'impollinazione avviene tramite insetti (impollinazione entomogama).
- Riproduzione: la fecondazione avviene fondamentalmente tramite l'impollinazione dei fiori (vedi sopra).
- Dispersione: i semi cadendo a terra (dopo essere stati trasportati per alcuni metri dal vento per merito del pappo – disseminazione anemocora) sono successivamente dispersi soprattutto da insetti tipo formiche (disseminazione mirmecoria).

## Distribuzione
Le specie di questo genere si trovano in Asia occidentale e in Egitto.

## Tassonomia
La famiglia di appartenenza di questa voce (Asteraceae o Compositae, nomen conservandum) probabilmente originaria del Sud America, è la più numerosa del mondo vegetale, comprende oltre 23.000 specie distribuite su 1.535 generi, oppure 22.750 specie e 1.530 generi secondo altre fonti (una delle checklist più aggiornata elenca fino a 1.679 generi). La famiglia attualmente (2021) è divisa in 16 sottofamiglie.
La tribù Cardueae a sua volta è suddivisa in 12 sottotribù (la sottotribù Centaureinae è una di queste).

### Filogenesi
La classificazione della sottotribù Centaureinae rimane ancora problematica e piena di incertezze. Nell'ambito della sottotribù questo genere fa parte del gruppo tassonomico informale denominato "Psephellus Group" (in precedenza il genere era descritto all'interno del "Basal Grade"). Il gruppo composto dai generi Zoegea e Psephellus è posizionato, da un punto di vista filogenetico, nella zona centrale delle Centaureinae. In precedenti studi occupava una posizione più "basale".
Il numero cromosomico delle specie di questo genere è: 2n = 30.

### Elenco delle specie
Il genere comprende le seguenti 3 specie:
- Zoegea crinita Boiss., 1856 - Distribuzione: Afghanistan, Iran, Iraq, Pakistan, Tagikistan, Turkmenistan e Uzbekistan
- Zoegea leptaurea  L., 1767 - Distribuzione: Afghanistan, Iran, Iraq, Palestina e Turchia
- Zoegea purpurea  Fresen., 1833 - Distribuzione: Egitto, Afghanistan, Iran, Iraq, Pakistan, Tagikistan, Turkmenistan e Palestina